# Университет „Корнел“
Университетът „Корнел“ или Корнелският университет е частен университет, намиращ се в американския град Итака, Ню Йорк.
„Корнел“ е основан през 1865 г. от Езра Корнел и Андрю Диксън Уайт и е най-младият член на така наречената Бръшлянова лига – организация на университети в САЩ. Идеята на „Корнел“ е да служи като образователна институция, в която студентите се приемат без оглед на раса или религия. Създаден е малко след Гражданската война в САЩ в разгара на индустриалната революция. Създателите му искат университетът да обучава студенти във всички научни области – класически и модерни, теоретически и практически. Тези идеали, необичайни по това време, са предадени в мотото на „Корнел“, цитат на Езра Корнел от 1865 г.: „Искам да основа институция, в която всеки да може да получи знания във всяко учение.“

## Академична среда

### Профил
За учебната 2010 година приетите студенти са 24,7% от всички кандидатстващи, което е най-ниското ниво в историята на университета От записаните студенти 67% имат повече от 650 точки на устния изпит САТ, а 82% имат повече от 650 точки на САТ Математика. 82% от записващите се студенти са сред 10% най-добри ученици в класа. 68% от записаните студенти идват от държавни училища.
„Корнел“ се посещава от студенти от всичките 50 щата и от повече от 120 страни. През есента на 2005 г. 28% от студентите се определят като членове на етнически малцинства. 96% от първокурсниците продължават във втори курс.

### Факултети
За учебната година август 2005 – май 2006 в главния кампус на „Корнел“ работят 1594 членове на факултета. Медицинската секция в Ню Йорк Сити наброява 1005 членове, а в Катар работят 34. Общо 40 членове на университета и студенти са Нобелови лауреати. Сред най-известните бивши професори в „Корнел“ са Карл Сейгън, Чарлз Ивънс Хюз, Норман Малкълм, Владимир Набоков, Ханс Бете, Ричард Файнман, Кип Торне и Алън Блум.
През учебната 2005 – 06 година в „Корнел“ работят трима Нобелови лауреата, един носител на наградата Крафорд, двама носители на наградата Тюринг, един притежател на Филдсов медал, трима носители на Националния медал за наука, четирима носители на Пулицър, както и лауреати на много други награди.

## Научна дейност
През финансовата 2004/05 година университетът е похарчил $561,3 милиона за научна дейност. Основни получатели на финансирането са колежите по медицина ($164,2 милиона), агрономия и биология ($114,5 милиона), изкуство ($80,3 милиона), и инженерство ($64,8 милиона). Средствата идват най-вече от федерални източници, като федералното инвестиране е $381 милиона. От федералните агенции най-много пари инвестира Министерството на здравеопазването и Националната научна фондация (National Science Foundation), съответно, 51,4% и 30,7% от всички федерални инвестиции в университета. „Корнел“ е в челната десетка на университети с най-много получени патенти през 2003, и е в челната петица на университетите, създаващи нови компании. През 2004 – 05 г. „Корнел“ съобщава за 200 открития, подава 203 молби за U.S. патент, изпълнява 77 търговски споразумения, и разпределя хонорари за повече от $4,1 милиона на поделения и откриватели.
От 1962 г. „Корнел“ участва в безпилотни мисии до Марс.
През 1984 г. Националната научна фондация започва създаването на пет нови суперкомпютърни центъра, включително Теоретичния център в „Корнел“, за да осигури високоскоростни изчислителни ресурси за научната дейност в САЩ. През 1985 г. екип от Националния център за суперкомпютърни приложения започва разработването на NSFNet, компютърна мрежа базирана на TCP/IP протокола, която е свързана с ARPANET. Тази високоскоростна мрежа отначало била ограничена само до академични потребители, след това се превръща в опорна мрежа, към която се свързват регионалните мрежи. Трафикът в първоначално 56-килобитовата мрежа се увеличава експоненциално; скоростта на връзките се подобрява до 1,5-мегабита през 1988 г. и до 45-мегабита през 1991 г. NSFNet е крайъгълен камък в бързото развитие на интернет и на световната глобална мрежа.
Учените в „Корнел“ изследват природата повече от 70 години. Сред физиците от „Корнел“ са имена като Ханс Бете и Ричард Файнман, които не само допринасят за развитието на ядрената физика, но и участват в проекта „Манхатън“. През 30-те години на 20 век „Корнел“ създава втория циклотрон в САЩ. През 1950-те години физиците в „Корнел“ са първите, които изучават синхротронната радиация.

## Възпитаници
Възпитаниците на „Корнел“ са известни като „корнелианци“. Към август 2005 г. университетът наброява 244 276 живи корнелианци. Много от тях са активни в организации и събития, включително ежегодния „reunion“ уикенд и Homecoming. За финансовата 2004 – 05 г. „Корнел“ се нарежда трети в класацията за дарения и наследства от свои възпитаници, и четвърти по цялостна издръжка от всички източници (възпитаници, приятели, корпорации и фондации) сред американските колежи и университети, разкриващи средствата от дарения.
Корнелианците се отличават с постиженията си в обществения, професионалния и корпоративния живот. Бившият министър-председател на Иран Ямшид Амузегар, бившият президент на Тайван Ли Тенг-Хуи, и Марио Гарсия Менокал, бивш президент на Куба, са завършили „Корнел“. В САЩ, многобройни членове на конгреса и на правителството, включително Пол Уолфовиц и Джанет Рено, както и един член на Висшия съдебен орган на САЩ – Рут Бейдър Гинсбург – са учили в „Корнел“. След като завършва образованието си в „Корнел“, Дейвид Стар Джордан основава университета „Станфорд“ и става негов президент.

## Галерия
- Университет „Корнел“
- Знакът на университет „Корнел“ на западната страна
- Мемориалът в памет на участниците във войната, вляво е зала Mc Faddin, вдясно – зала Лион
- Правна библиотека на университета „Корнел“
- Първият нецърковен параклис за поклонение в университета „Корнел“, построен през 1873 г. и носещ името на Хенри Сейдж
- Лаборатория Бейкър (Baker).
- Зала Бейли (Bailey).
- „Ханс Бете Хаус“.
- Художествен музей „Джонсън“.
- Център по компютърни науки.
- Медицински център на университета „Корнел“.